# ليو غروس
ليو غروس (بالإنجليزية: Leo Gross؛ بالألمانية: Leo Gross) هو محامي ومحامي أمريكي ونمساوي، ولد في 6 أبريل 1903 في كروسنو ‏ في بولندا، وتوفي في 9 نوفمبر 1990 في كامبريدج في الولايات المتحدة.